# Luna City Express
Luna City Express est un groupe allemand de musique électronique, originaire de Berlin. Il se compose des musiciens Norman Weber et Marco Resmann.

## Histoire
Norman Weber rentre dans la musique dès son enfance, lorsqu'il accompagne son père en tournée comme DJ de funk et disco. Sous le pseudonyme de Norman Webber, il jouait principalement dans la région d'Iéna. En 2007, il commence à publier sur différents labels.
Marco Resmann s'intéresse à la musique électronique au début des années 1990. Son répertoire s'étend de la trance et de la techno à la house, sur lequel il joue son dévolu plus tard. Il fait ses premiers pas de DJ sous le nom de Phage au club de jeunes All1 de Berlin. Depuis 1998, il produit lui-même. Avec quelques amis, il fonde le projet de studio Audiogain, qui est toutefois mis en veilleuse entre-temps. En 2002, grâce à son contact avec le DJ et producteur hambourgeois Martin Landsky, il publie ses premiers morceaux sur son label Intim Recordings. En 2007, il fonde le label Upon You avec Hawks Grunert et Marcus Meinhardt. 
Weber et Resmann se rencontrent lors d'une fête de la Saint-Sylvestre 1999-2000 dans la ville italienne de Lanciano, organisée par le club Muna de Thuringe. Un an plus tard, Weber déménage à Berlin et tous deux commencent à produire ensemble et à se produire en tant crew DJ. En 2005, ils publient leur premier album sous le nom de projet commun Luna City Express sur le label Moon Harbour Recordings fondé par Matthias Tanzmann. Depuis 2004, ils font partie intégrante du programme du festival SonneMondSterne.
Leur premier album, Hello from Planet Earth, sort en 2009 sur Moon Harbour Recordings. Après un album de remix intitulé Ten Years Remixed et un EP, Smokin' Bull, sorti en 2015, leur deuxième album studio, Lunation, sort en 2016.

## Discographie

### Albums studio
- 2009 : Hello from Planet Earth (Moon Harbour Recordings)
- 2015 : Ten Years Remixed (Moon Harbour Recordings)
- 2016 : Lunation (Lapsus Music)

### Singles et EP
- 2005 : Fresh (Moon Harbour Recordings)
- 2005 : White Russian (Moon Harbour Recordings)
- 2005 : Venus (Moon Harbour Recordings)
- 2006 : Crazy Planet (Moon Harbour Recordings)
- 2007 : Para Siempre (Moon Harbour Recordings)
- 2007 : After Three (Aerobic Studio)
- 2007 : Freaky Suckers (Freak Waves)
- 2007 : R.E.M (Justified Cause)
- 2007 : R.E.M.ixes (Justified Cause)
- 2008 : Seven (Moon Harbour Recordings)
- 2008 : Dancer (Enliven Music)
- 2009 : Rough Neck (Moon Harbour Recordings)
- 2010 : Hello from Planet Earth Remixes Vol.1 (Moon Harbour Recordings)
- 2010 : Hello from Planet Earth Remixes Vol.2 (Moon Harbour Recordings)
- 2010 : The Bartender (Enliven Music)
- 2011 : Beatman EP (Clap Your Hands)
- 2012 : The Next Level feat. Roland Clark (Moon Harbour Recordings)
- 2013 : Magic Bazar EP  (Moon Harbour Recordings)
- 2014 : R.E.Mixes 2014 feat.Diamondancer (Justified Cause)
- 2014 : Luna City Lab (Luna City Lab)
- 2015 : Smokin' Bull (20/20 Recordings)

### Remixes
- 2006 : Dole & Kom – Deep Down and Dirty (Luna City Express Remix) (Elektro.Komfort)
- 2006 : Magnetic Base – Spree Beach Sunrise (Luna City Express Remix) (Highgrade Records)
- 2006 : Sierra – Interlope (Luna City Express Remix) (Anny-Jack Recordings)
- 2006 : Oliver $ – Hotflash! (Luna City Express Remix) (Grand Petrol)
- 2006 : Audio Soul Project feat. Rachael Starr – Tied to You (Luna City Express Remix) (Fresh Meat)
- 2006 : Tanzmann & Stefanik – Basic Needs (Luna City Express Remix) (Moon Harbour Recordings)
- 2007 : Simon Flower – Shinjuku Skyline (Luna City Express Remix) (Curl Curl)
- 2007 : SCSI-9 – Kroy menya v pol bita (Luna City Express 'Lovely Luna People' Remix) (Fear of Flying)
- 2008 : Rhauder – Getting a Glimpse (Luna City Express Remix) (Perplex Recordings)